# William Miller (atleta)
William Waring "Bill" Miller (Dodge City, 1 de novembro de 1912 – Paradise Valley, 13 de novembro de 2008) foi um atleta e campeão olímpico norte-americano.
Competiu em Los Angeles 1932 onde conquistou a medalha de ouro no salto com vara estabelecendo um recorde olímpico de 4,31 m.